# Drassodes gangeticus
Drassodes gangeticus är en spindelart som beskrevs av Benoy Krishna Tikader och Gajbe 1975. Drassodes gangeticus ingår i släktet Drassodes och familjen plattbuksspindlar. Inga underarter finns listade i Catalogue of Life.